# Kleggie Hermsen
Clarence Henry "Kleggie" Hermsen (nacido el 12 de marzo de 1923 en Hill City, Minnesota y fallecido el 2 de marzo de 1994 en Wakefield, Míchigan) fue un jugador de baloncesto estadounidense que disputó seis temporadas entre la BAA y la NBA, además de jugar previamente en la NBL. Con 2,06 metros de estatura, jugaba en la posición de ala-pívot.

## Trayectoria deportiva

### Universidad
Jugó en su etapa universitaria con los Golden Gophers de la Universidad de Minnesota.

### Profesional
Comenzó su andadura profesional con los Sheboygan Redskins en 1943, que jugaban entonces en la NBL, donde permaneció hasta que en 1946 fichó por los Cleveland Rebels de la recién creada BAA, quienes semanas después lo traspasaron a Toronto Huskies a cambio de George Nostrand. En el equipo canadiense promedió 12,1 puntos por partido.
El año siguiente la franquicia quebró, fichando entonces por los Baltimore Bullets, con los que lograría el anillo de campeón de la BAA esa temporada, derrotando a Philadelphia Warriors en las Finales, siendo el máximo anotador del equipo con 12,1 puntos por partido.
En 1948 fue traspasado a Washington Capitols junto con Dick Schulz a cambio de Irv Torgoff y John Mahnken, con los que nuevamente disputaría las Finales, aunque en esta ocasión caerían derrotados ante Minneapolis Lakers. Hermsen promedió esa temporada 11,8 puntos y 1,7 asistencias por partido.
Antes del comienzo de la temporada 1949-50 fue traspasado a los Chicago Stags a cambio de Chuck Gilmur. En su única temporada en el equipo promedió 8,1 puntos y 1,5 asistencias por partido. El año siguiente ficha por los Tri-Cities Blackhawks, quienes poco después lo traspasaron a los Boston Celtics a cambio de Harry Boykoff. Acabó su carrera jugando una temporada con los Indianapolis Olympians.

#### Estadísticas en la BAA y la NBA
|  | Denota temporadas en las que fue Campeón de la NBA |

### Temporada regular
| Año     | Equipo       | PJ  | MPP | %TC  | %TL  | RPP | APP | PPP  |
| ------- | ------------ | --- | --- | ---- | ---- | --- | --- | ---- |
| 1946–47 | Cleveland    | 11  | –   | .269 | .467 | –   | .9  | 3.9  |
| 1946–47 | Toronto      | 21  | –   | .291 | .660 | –   | .7  | 12.1 |
| 1947–48 | Baltimore    | 48  | –   | .277 | .665 | –   | 1.0 | 12.0 |
| 1948–49 | Washington   | 60  | –   | .312 | .682 | –   | 1.7 | 11.8 |
| 1949–50 | Chicago      | 67  | –   | .319 | .619 | –   | 1.5 | 8.1  |
| 1950–51 | Tri-Cities   | 48  | –   | .285 | .670 | 6.8 | 1.5 | 8.0  |
| 1950–51 | Boston       | 23  | –   | .314 | .592 | 5.3 | .9  | 6.5  |
| 1952–53 | Boston       | 4   | 5.5 | .000 | .500 | 1.8 | .0  | .3   |
| 1952–53 | Indianapolis | 6   | 6.7 | .182 | .667 | 2.0 | .7  | 1.7  |
| Total   | Total        | 288 | 6.2 | .297 | .654 | 5.8 | 1.3 | 9.3  |

### Playoffs
| Año   | Equipo     | PJ | MPP | %TC  | %TL  | RPP | APP | PPP  |
| ----- | ---------- | -- | --- | ---- | ---- | --- | --- | ---- |
| 1948  | Baltimore  | 11 | –   | .252 | .714 | –   | 1.1 | 11.0 |
| 1949  | Washington | 11 | –   | .268 | .663 | –   | 1.1 | 12.3 |
| 1950  | Chicago    | 2  | –   | .292 | .800 | –   | 2.5 | 9.0  |
| 1951  | Boston     | 2  | –   | .167 | .000 | 1.5 | .0  | 1.0  |
| Total | Total      | 26 | –   | .261 | .689 | 1.5 | 1.1 | 10.6 |